# École et collège de La Salle Pibrac
L’école et collège de La Salle est un établissement d'enseignement privé catholique sous contrat d'association avec l'État, situé au 20, rue des Frères à Pibrac (Haute-Garonne).
Existant sans interruption depuis 1877 après sa création par les Frères des écoles chrétiennes, il est notoire depuis 2010 pour proposer aux élèves du collège l'option DP3 de création d'une mini-entreprise.

## Historique
- Si vous ne connaissez pas le sujet, laissez ce bandeau (vous pouvez alors contacter les auteurs).
- Si vous supprimez le contenu mis en cause (vous pouvez préalablement contacter les auteurs),

argumentez précisément cette suppression dans la page de discussion
(un manque de référence n'est pas un argument ; une recherche réelle de référence doit avoir été effectuée, être formellement documentée).
En août 1877,, les Frères des écoles chrétiennes installent à Pibrac un centre de formation pour les jeunes désireux d'entrer dans leur Institut. Cette fondation est évoquée en 1904 par Louis Veuillot, qui en parle comme datant d'un quart de siècle ; il indique que les frères formés à Pibrac ont nettement contribué à répandre la vénération à sainte Germaine de Pibrac. En 1879, les Frères ouvrent une école chrétienne pour les garçons de la paroisse, parallèlement à l'école paroissiale des filles tenue par les Filles de la Croix depuis 1849. 
Le frère Innocent est en 1888 le directeur de l'établissement des Frères des écoles chrétiennes à Pibrac. Cette même année, l'établissement est autorisé par le Ministre de l'Instruction publique à recevoir un legs instituant trois bourses perpétuelles.
Les lois contre les congrégations religieuses enseignantes provoquent en 1904 l'expulsion des Frères et l'abandon de la majeure partie des bâtiments,. Mais l'école libre continue avec un frère « sécularisé ». Cependant en 1912, un petit pensionnat, qui prend le nom de « Sainte-Germaine », est ouvert pour doubler l'école libre de garçons[réf. nécessaire].
Pendant la Première Guerre mondiale, un hôpital militaire s'installe dans les bâtiments abandonnés. Les Frères reviennent à Pibrac en 1925. Le juvénat et le noviciat de la Province se réinstallent dans les locaux vides, rejoignant l’école Sainte-Germaine qui n'a jamais cessé de fonctionner[réf. nécessaire].
En 1969, le centre de formation des Frères, considérablement diminué par le manque de vocations, cède la place à une école secondaire pour garçons, de la sixième à la troisième : l'école de La Salle. Et en 1971, l'école de La Salle devient mixte et englobe administrativement les trois classes de l'école Sainte-Germaine, ainsi que les deux classes enfantines et le CP de l'école Jeanne d'Arc (ancienne école des Sœurs située sur l'Esplanade). Le contrat d'association est obtenu pour l'ensemble des classes maternelles à la troisième[réf. nécessaire].
Après la mort d'un des frères en 2010, ils sont encore trois frères en 2014 à faire partie de la communauté et à participer à la vie de l'établissement.

## Structure
L’établissement est situé dans un parc avec grands terrains arborés, il offre aussi des installations pour la pratique du sport (terrain de basket, football, salle de gymnastique...), ainsi que des salles spécialisées adaptées aux divers enseignements (technologie, physique, musique, arts plastiques…).
En 2011, le collège regroupait :
- 534 élèves à l’école maternelle et à l’école élémentaire, en externat et demi-pension[9],[10] ;
- 538 élèves au collège, répartis en cinq classes de 6e, cinq classes de 5e, cinq classes de 4e et quatre classes de 3e[11],[12].

## Résultats scolaires
Au brevet des collèges, le taux de réussite est de 97,41 % en 2012, en hausse par rapport à 2011, mais en baisse pour le pourcentage de mentions.

## Options et parascolaire
Outre les langues vivantes LV1 (anglais), LV2 (allemand, espagnol, italien) et l'enseignement du latin, le collège a la particularité éducative de proposer depuis 2011, l'option DP3, de création par les élèves d'une mini-entreprise pour mieux comprendre les réalités de l'entreprise avec l'aide de l'association « Entreprendre pour apprendre ».
En 2011, les élèves créateurs de la mini-entreprise Vivaplast, de vente d'objets de décoration, remportent le premier prix du championnat régional des mini-entreprises, et de nouveau en 2012, avec la création de la mini-entreprise Techno'Clock de conception d'horloges à partir de disques vinyles,,,.
Des individualités du collège sont primées à d'autres occasions, comme pour le 1er prix du « marathon des mots » organisé par le rectorat, en catégorie « collège ».
Les délégués de classe reçoivent une formation spécifique pour la médiation, la communication, l'animation. Cette formation, organisée par le collège de La Salle, est ouverte à trois autres établissements.
Tous les deux ans, le collège et l'école organisent une marche humanitaire pour récolter des fonds au profit d'Haïti.
Un échange intergénérationnel périodique est organisé avec les résidents de plusieurs maisons de retraite, avec spectacle. Le collège anime par ailleurs un club vidéo avec tournages.

## Gestion
L'établissement est géré par l'AEP Service Jeunesse. Placée sous la direction de Jean-Paul Miquel, ancien élève de l'école, cette association régie par la loi de 1901, est l'organisme gestionnaire de l'établissement (OGEC).
Faisant partie du réseau lasallien, l'établissement est sous la tutelle des Frères des écoles chrétiennes. Pibrac fait partie de la délégation Sud-Ouest, dont le délégué est Jean Bourrousse,.